# Kevin Holland
Kevin Alan Holland (født 5. november 1992 i Riverside, Californien i USA) er en amerikansk MMA-udøver, der i øjeblikket konkurrerer i middleweight-divisionen i Ultimate Fighting Championship. Han har været professionel siden 2015, han har også kæmpet for Bellator MMA, King of the Cage og Legacy Fighting Alliance. Pr den 8. december, 2020 er han rangeret som nr #15 på UFC middleweight rangliste.

## Baggrund
Født i Riverside, Californien og opvokset i Rancho Cucamonga og Ontario, startede Holland til MMA, da han var 16 år gammel og blev fan af Georges St-Pierre. Han fik kærlighed til UFC efter at have set UFC 100, første gang han havde set UFC, da han var på besøg hos sin far i Philadelphia.

## MMA-karriere

### Tidlig karriere
Efter at have opbygget en amatør-rekordliste på 5-0, startede Holland sin professionelle MMA- i 2015. Han kæmpede under forskellige organisationer såsom Xtreme Knockout, Legacy Fighting Championship, King of the Cage, Bellator MMA, Legacy Fighting Alliance og opbyggede en rekordliste på af 12-3 forud for sin underskrivelse med UFC.

### Dana White Tuesday Night Contender Series
Holland optrådte i DWTNCS: Sæson 2, Episode 1 web-serie program. Han mødte Will Santiago og vandt kampen via en enstemmig afgørelse den 12 juni 2018. Selv med sejren, blev Holland ikke tilbudt en kontrakt, men han blev bragt ind for at møde Thiago Santos på UFC 227.

### Ultimate Fighting Championship

#### 2018
Holland fik sin UFC-debut 4. august 2018 mod Thiago Santos på UFC 227  Han tabte kampen via enstemmig afgørelse. 
Hans næste kamp var den 24. november 2018 på UFC Fight Night: Blaydes vs. Ngannou 2 mod John Phillips .  Han vandt kampen via submission på grund af et rear-naked choke i tredje omgang. 

#### 2019
Holland stod over for Gerald Meerschaert den 30. marts 2019 på UFC på ESPN 2 .  Han vandt kampen via delt afgørelse. 
Holland stod over for Alessio Di Chirico den 22. juni 2019 på UFC Fight Night 154 .  Han vandt kampen via enstemmig afgørelse. 
Holland skulle have mødt UFC-nykommeren Antonio Arroyo den 16. november 2019 på UFC på ESPN + 22.  I slutningen af september valgte UFC imidlertid at fjerne Holland fra kampen til fordel for en kamp mod Brendan Allen den 18. oktober 2019 på UFC on ESPN 6 .  Han tabte kampen via submission i 2. omgang. 

#### 2020
Holland skulle have mødt Jack Marshman den 21. marts 2020 på UFC Fight Night: Woodley vs. Edwards .  Men den 9. april meddelte Dana White, præsidenten for UFC, at denne begivenhed blev udsat.  I stedet stod Holland over for Anthony Hernandez den 16. maj 2020 på UFC på ESPN: Overeem vs. Harris .  Han vandt kampen via teknisk knockout i første runde. 
Holland var planlagt til at møde Daniel Rodriguez den 30. maj 2020 på UFC Fight Night: Woodley vs. Burns .  Den 26. maj blev Holland dog tvunget til at trække sig tilbage fra sin planlagte kamp med Daniel Rodriguez på grund af en skade  og han blev erstattet af UFC-nykommeren Gabriel Green 
Holland forventedes at møde Trevin Giles den 1. august 2020 på UFC Fight Night: Brunson vs. Shahbazyan .  Men Trevin Giles besvimmede lige før sinwalkout, og kampen blev annulleret. 
Holland mødte UFC-nykommeren Joaquin Buckley den 8. august 2020 på UFC Fight Night 174 .  Han vandt kampen via teknisk knockout i runde tre.  Denne sejr gav tildelte ham Performance of the Night-bonusprisen. 
Holland mødte Darren Stewart den 19. september 2020 på UFC Fight Night 178.  Han vandt kampen via delt afgørelse. 
Holland var planlagt til at møde Makhmud Muradov, der erstattede den skadede Krzysztof Jotko, den 31. oktober 2020 på UFC Fight Night 181 .  Til gengæld blev Muradov fjernet fra kampen på grund af at han blev testet positivt for COVID-19, og han blev erstattet af UFC-nykommeren Charlie Ontiveros.  Holland vandt kampen i første runde, da Ontiveros gav en verbal submission efter at have lidt en nakkeskade.  Denne sejr tildelte ham Performance Fight of the Night- bonusprisen. 
Holland var planlagt til at møde Jack Hermansson på UFC på ESPN 19 den 5. december som erstatning for en skadet Darren Till.  Den 28. november blev det imidlertid meddelt, at Holland blev trukket fra kampen på grund af være blevet testet positiv for COVID-19. 
Holland stod over for Ronaldo Souza den 12. december 2020 på UFC 256.  Han vandt kampen via knockout i første runde.  Denne kamp markerede rekorden for flest UFC- sejre i 2020 (5).  Denne kamp tildelte ham Performance of the Night-bonusprisen. 

## Mesterskaber og præstationer

### Professionelle titler
- Ultimate Fighting Championship
  - Performance of the Night (3 gange) vs Joaquin Buckley, Charlie Ontiveros og Ronaldo Souza [30] [36] [42]
  - Uafgjort ( Roger Huerta, Neil Magny, Donald Cerrone ) for flest sejre i et kalenderår (5)
  - De fleste sejre i et kalenderår (5) i middleweight-divisionen
- Xtreme knockout
  - XKO Welterweight Championship
  - XKO Middleweight Championship
    - Et vellykket titelforsvar

### Amatørtitler
- Premiere Combat Group
  - PCG Vacant Welterweight Championship
- Belts of Honorious
  - BOH Welterweight Championship

### Sociale medier
- Kevin Holland – Instagram